# Veglio

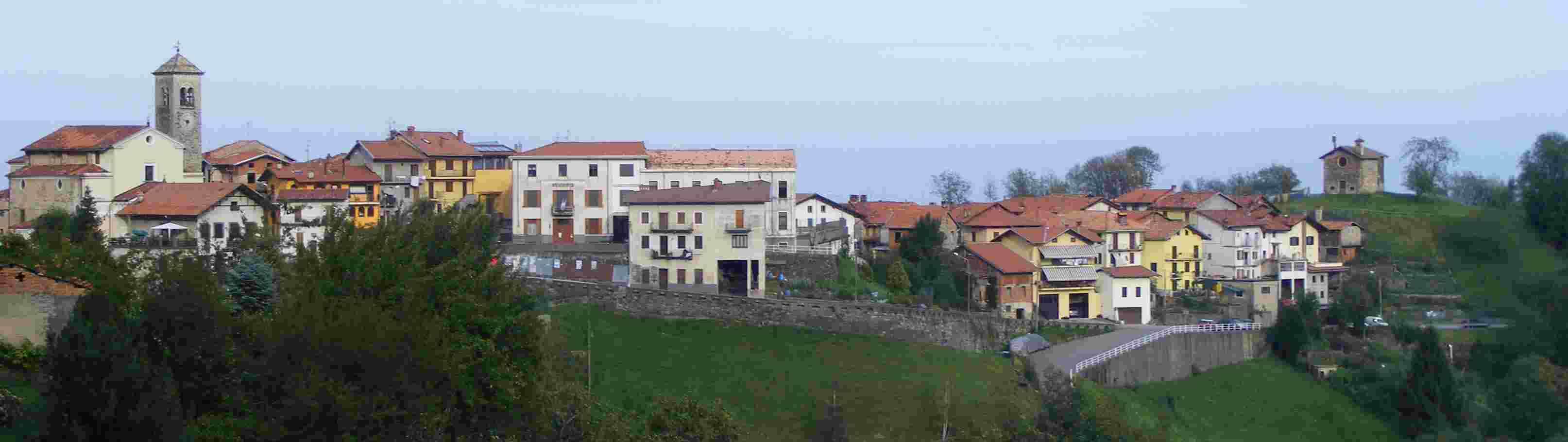

Veglio ist eine Gemeinde mit 470 Einwohnern (Stand 31. Dezember 2023) in der italienischen Provinz Biella (BI), Region Piemont.
Die Nachbargemeinden sind Bioglio, Camandona, Mosso, Pettinengo, Piatto, Quittengo, Sagliano Micca, Tavigliano und Valle Mosso.
Das Gemeindegebiet umfasst eine Fläche von sechs km².

## Persönlichkeiten
- Gilberto Pichetto Fratin (* 1954), Politiker